# Frühe Kraniche
Frühe Kraniche (russisch ранние журавли, kirgisisch Эрте келген турналар) ist ein 1975 zuerst in russischer Sprache erschienener Text des sowjetisch-kirgisischen Schriftstellers Tschingis Aitmatow. Die Erstveröffentlichung der Novelle, die auch als Kurzroman oder Roman firmiert, erfolgte in der Zeitschrift Nowy mir (1975, Nr. 9). Die deutschsprachige Übersetzung von Charlotte Kossuth erschien 1976 im Verlag Volk und Welt.

## Kurzbeschreibung
Fünf kirgisische Schüler, angeführt vom 14-jährigen Sultanmurat, erhalten während des Zweiten Weltkriegs die Aufgabe, 200 Hektar Brache in der Aksai-Gemarkung urbar zu machen, wofür sie zunächst ihre Pflug-Pferde hüten und aufpäppeln. „Mit Beginn des Frühlings gehen sie nach Aksai, um Getreide zu säen. Ihre Arbeit läuft nicht gut, denn Diebe stehlen vier ihrer Pferde. Als Sultanmurat sie verfolgt, schießen sie sein Pferd nieder. Die Geschichte endet mit der Beschreibung von Sultanmurat, der den Leichnam seines toten Pferdes vor einem Wolf bewacht.“

## Inhalt
Die Erzählung schildert zu Anfang den Schulalltag kirgisischer Schülerinnen und Schüler im Zweiten Weltkrieg. Die Lehrerin Inkamal-apai erzählt ihnen von Ceylon, Java, Borneo und Australien, „wunderbare Gegenden, ewiger Sommer, Krokodile, Affen, Palmen und sonstige märchenhafte Dinge. Das größte aller Wunder war jedoch das Känguruh!“ Draußen dagegen fällt „harter Graupelschnee“, es ist völlig unzureichend geheizt, das Leben der Lernenden besteht aus „Kälte im Klassenzimmer, Kälte durch das Wort ‚Krieg‘, kalten Nachrichten von der Front“. Der Schüler Sultanmurat erinnert sich in Rückblenden an Episoden aus seiner Vorkriegs-Idylle. „Alles vor dem Krieg war schon wie eine fremde Welt; kaum zu glauben, daß es so was gab – Vorkriegszeit“ und deren relativer Wohlstand: „Als der Vater einrückte, hatten sie ein Dutzend Schafe besessen – keins war mehr übrig: Zwei hatten sie geschlachtet, um Fleisch zu haben, die andern verkauft, um Geld für die Anleihe, die Kriegssteuer und andere Zahlungen aufzubringen“, so dass nur noch eine Milchkuh und ein Esel blieben.
Der Schulalltag wird unterbrochen durch das Erscheinen des Kolchos-Vorsitzenden Tynalijew, der im Klassenraum auftaucht und sich ausgehend von den letzten Ernteverlusten an die Schüler wendet: „Es ist Krieg. […] Wenn sich aber alle mit solchen Verlusten abfinden, zuwenig aussäen, zuwenig ernten wie wir, dann kann es geschehen, daß wir den Feind nicht bezwingen. Ja, um ihn zu besiegen, brauchen wir Brot und Waffen. Ich bin zu euch gekommen, Kinder, weil ein paar von euch vorübergehend wegmüssen von der Schule.“ Für die Aufgabe, 200 Hektar in der Aksaier Flur „am Steppenhang der Vorberge vom Großen Manas-Kamm“ urbar zu machen, melden sich viele Freiwillige. „Hier war die Gelegenheit: Schluß mit der Schule. Arbeit – hoch zu Pferd. Was wollte man mehr?“ Ausgewählt aber werden aufgrund ihrer jeweiligen Vorerfahrungen die Schüler Sultanmurat und Antai, die beide für die Schülerin Myrsagül schwärmen, zusammen mit drei weiteren Klassenkameraden. „Die Zeit drängte. Schon ging der Januar zu Ende. […] Nach Tynalijews Berechnung sollten die Pflüge Ende Februar, sowie der Land schneefrei war, nach Aksai gebracht werden.“ Kommandant der kleinen Arbeitsbrigade wird Sultanmurat. „Das war freilich nicht ohne Zusammenstoß mit Anatai abgegangen.“
Die erste Aufgabe der fünf Brigadisten ist es, die benötigten Pferde auszuwählen, sich um sie zu kümmern, die dank der Kriegsmängel unterernährten und verwahrlosten Tiere aufzupäppeln – mit Erfolg. „Es dauerte nicht lange, da kamen die Leute eigens herbei, um sie zu bewundern. Als wären das gar nicht die einstigen Klepper, sondern neugeborene Fohlen. Die alten Männer versäumten keine Gelegenheit, darüber zu disputieren, daß es auf Erden kein feinfühligeres Lebewesen gebe als das Pferd, wenn es nur in arbeitsamen, ordentlichen Händen ist. Ein Quentchen Gutes dankt es einem hundertfach.“ Nah den Pferden und fern dem Schulalltag merkt Sultanmurat erst, was er für Myrsagül wirklich empfindet. „Er wußte noch nicht, wie man all das nannte, was mit ihm geschah. Verschwommen ahnte er, es war Liebe, von der er aus Erzählungen anderer gehört und in Büchern gelesen hatte.“ Da Sultanmurat Myrsagül nicht mehr in der Schule sieht, gesteht er seinem Bruder Adshymurat, sie heiraten zu wollen, „sowie der Vater heimkommt“, und bittet Adshymurat, ihr einen Liebesbrief zu überbringen. „Erregt und sehnsüchtig wartete er auf Antwort von Myrsagül, Tag für Tag erlöste ihn daraus spätabends erst ein todesähnlicher Schlaf.“ Schließlich macht Myrsagül Sultanmurat unter anderem durch ein mit ihren Initialen besticktes Seidentüchlein deutlich, dass sie die Liebe erwidert.
Das Verhältnis zu Anatai bessert sich, nachdem Anatai die Nachricht vom Kriegstod seines Vaters erhalten hat und der „freche, starke, böse Anatai“ somit „vom Unglück zerschmettert“ ist. Nachdem Tynalijew und der Brigadier Tschekisch auf der Aksaier Flur die Flurstücke eingeteilt und den Feldlager-Standort ausgesucht haben, treten die ersten drei Brigadisten, darunter Sultanmurat und Anatai, zu ihrem Dienst auf der Aksaier Flur an, während zwei weitere noch im heimischen Dorf helfen müssen. Es ist eine beschwerliche Arbeit für die drei Jungen ebenso wie für die Pferde, „die feuchte Erde glitschte unter ihren Hufen weg, das Geschirr war bleischwer vor Nässe, die Pflugschare blieben stecken, versackten in den klebrigen Neulandschollen.“ Sultanmurat vermisst Myrsagül: „Ich konnte sie vor der Abreise nicht mehr treffen. Ihr Tüchlein trage ich bei mir, allezeit. Vor Schnee und Regen geschützt. An sie denke ich immerzu. Ich kann nicht anders. Sonst würde alles öde um mich, und das Leben machte mir keine Freude mehr.“ Am Tag, bevor die zwei noch fehlenden Brigadiere zu ihnen stoßen sollen, sehen die drei Brigadiere frühe Kraniche über den Himmel ziehen, Symbole für Güte und große Fruchtbarkeit. „Sultanmurat fiel ein, daß ein früher Kranichzug ein gutes Vorzeichen ist.“ Doch in der Nacht werden die drei Jungen in ihrer Jurte von zwei Räubern überfallen, die sie fesseln und knebeln. „Sie verließen die Jurte schniefend, fluchend, hustend und spuckend. Sultanmurat hörte, wie sie sich bei den Pferden zu schaffen machten“, vier der zwölf Pferde mitnehmen, um sie in Taschkent als Fleisch zu verkaufen. Die drei Brigadisten können sich befreien, einer soll in der Jurte bleiben, Anatai mit einem Pferd Hilfe holen, Sultanmurat mit einem anderen Pferd den Räubern nachsetzen. Die beiden verfolgten Pferdediebe schießen Sultanmurat sein Reittier – sein Lieblingspferd – unter dem Hintern weg und machen sich weiter davon. „Witternd und mit dem Wind immer deutlicher den Geruch frischen Blutes spürend, näherte sich der Wolf in kurzen Sätzen dem Ort, von dem dieser starke, ihn derart anregende Reiz ausging.“ Sultanmurat dreht den Zaum des toten Pferdes „zu einer Knute zusammen, wickelte auch noch die Zügel darum, nur das schwere eiserne Gebiß ließ er herausragen. Das war jetzt seine Waffe“, mit der er den angreifenden Wolf erwartet. Die Erzählung endet, bevor der Angriff beginnt.

## Textanalyse
Bei Tschingis Aitmatows seinem Sohn Askar Aitmatow (russisch Аскар Айтматов, *1959) gewidmeten Text Frühe Kraniche handelt es sich um eine teils in Auktorial-, teils in Personal-Form erzählte Novelle, die auch als Kurzroman oder Roman firmiert. Ort der Handlung ist ein Dorf und dessen Umland „am Fuß des verschneiten Manas“ im Talas-Alatau, in einer Rückblende auch die Stadt Dschambul, eine Tagereise mit dem Pferdekarren oder über 50 Kilometer vom Dorf entfernt. Zeit der Handlung ist der Winter und der Vorfrühling der Jahre 1942/43.

### Themen
Neben der Liebesgeschichte zweier Jugendlicher und dem Verhältnis der fünf Brigadisten zu ihren für sie und die Gesellschaft überlebenswichtigen Pferden, die Sultanmurat als Brüder bezeichnet (so wie Inkamal-apai ihren in der Ferne weilenden Sohn als „Bruder“ ihrer Schüler bezeichnet), handelt Frühe Kraniche vom Dorfleben während des Krieges und „von den Menschen im Hinterland, von denjenigen, die die Verantwortung dafür übernahmen, dass das Land ernährt und versorgt wurde, während die Älteren an der Front kämpften“. Die beschwerliche Urbarmachung der Aksaier Flur ist hierbei für die Zeit typisch: „Zu dieser Zeit war es das Hauptziel, in jungfräulichen Gebieten große Ernten einzufahren, da es nicht genügend Arbeitskräfte gab, um Düngemittel zu transportieren und Bewässerungsgräben zu graben, […] weil kleine Kinder, Älteste und Kriegsversehrte diese Arbeit nicht leisten konnten.“ Darüber hinaus zeigt der Text Sultanmurats „innere Zerrissenheit […], als er aufgefordert wurde, die Schule zu verlassen“ und die „Hilflosigkeit seiner Mutter“, die von ihrem Ältesten nicht allein gelassen werden mag, da ihr schon ihr Mann fehlt: „Wie viele Männer […] sind schon an der Front gefallen! Die Mutter weint tagtäglich, sie sagt nichts, aber sie weint, hat Angst, sie könnten den Vater umbringen.“ Prof. Nasar S. Roomi (Jawaharlal Nehru University) bezeichnet Aitmatows Schilderung der weiblichen Charaktere in Frühe Kraniche in diesem Zusammenhang als „nichts weniger als ein außergewöhnliches Kunstwerk“.

### Figuren
Das Dorf Sultanmurats ist zum Zeitpunkt der Handlung frei von kriegsverwendungsfähigen Männern. Die Charaktere des Textes sind somit Frauen, alte oder kriegsuntaugliche Männer sowie „Kinder der Zeit, in der sie lebten und heranwuchsen“, und allesamt sind sie „aufgerufen, dem Vaterland ehrlich zu dienen, aufgerufen, ehrliche Arbeit zu verherrlichen“.

#### Hauptfigur
- Sultanmurat: Dieser „mutige und fleißige“[52] Vierzehnjährige[53] ist das Alter Ego des Autors Aitmatow.[38] Er hat einen jüngeren Bruder (Adshymurat) und zwei wesentlich jüngere Schwestern[54] und ist ein „Meister“ beim Zureiten von Tieren: „Ihm machte es Spaß, störrische Jungtiere zu zähmen. Das war wie ein Zweikampf. Alle Füllen, Bullen und Esel aus der Nachbarschaft wurden von ihm zugeritten.“[55] Diese Erfahrung ist eine der Gründe, warum ihm eine „außerordentlich verantwortungsvolle Position“[56] zugetraut wird.

#### Nebenfiguren (Auswahl)
- Tynalijew: Der Ex-Agronom und ehemalige Fallschirmjäger[10] leitet den Kolchos seit Herbst 1942[12] und ist „ein strenger, verschlossener Mann, der ständig in seinem grauen Armeemantel herumlief und natürlich darin fror, die graue Ohrenklappenmütze auf dem Kopf, mit sorgenvoll spitzem Gesicht, jung noch, aber krumm, weil ihm einige Rippen fehlten, die unvermeidliche Feldtasche an der Seite.“[13] Dieser lahmende Veteran „arbeitet Tag und Nacht, arbeitet im Namen des Vaterlandes, im Namen des Sieges“ und „stellt ein Rollen-Modell dar für Jugendliche, die ins Erwachsenenalter eintreten“.[57] Aufgrund seiner Verletzung oder militärischen Vorprägung spricht Tynalijew „gern im Stehen, stand selber und wollte, daß die Leute vor ihm standen“.[58]
- Inkamal-apai: Diese ergraute,[44] „fürsorgliche, wachsame, menschliche“[59] Lehrerin „ist für ihre Schüler nicht nur ein gewöhnlicher Mensch – sie ist eine enge Freundin für sie“[60] und entsprechend ihrem Namensbestandteil „apai“ („Mutter“)[61] eine Zweitmutter: Sie wartet immer wieder vergeblich auf Post von ihrem einzigen Sohn, einem Artillerie-Kommandanten,[62] den sie als „Bruder“ ihrer Schülerinnen und Schüler bezeichnet, welche somit Ersatzkinder für sie sind.[63] Für die Schülerinnen dient sie als Rollenmodell.[64]
- Anatai: Der Klassenkamerad von Sultanmurat ist „fünfzehneinhalb Jahre schon, ein Streithammel, und manchmal scharwenzelte er aufdringlich um Myrsagül herum.“[62] Er ist eher klein geraten,[53] „stämmig und kräftig“.[65]
- Myrsagül: Diese „anmutige, sterngesichtige“[53] Klassenkameradin von Sultanmurat ist „die Schönste in der Klasse“,[66] auch und gerade „in ihrem Mitgefühl und ihrem Schmerz“, als die Nachricht kommt, dass Anatais Vater gefallen ist.[67]
- Tschekisch: Der „weise, alte“ Brigadier[68] wird auch als Aksakal („Weißbart“) bezeichnet,[69] obwohl sein Bart noch rot ist, seine Statur hager.[70] Im Gegensatz zum gerne stehenden Tynalijew zieht er „ein gemächliches Gespräch vor, im Sitzen. Na ja, ein alter Mann.“[58]
- Adshymurat: Dieser Drittklässler[71] und „Dickkopf“[54] ist drei Jahre jünger als Sultanmurat.[54] Sultanmurat vertraut seinem Bruder den Liebesbrief an Myrsagül an.[23]

## Auszeichnung und Adaptionen
Frühe Kraniche wurde im Jahre 1979 in einer Koproduktion von Kirgizfilm (russisch Кыргызфильм) mit Lenfilm unter der Regie von Bolotbek Schamschijew mit Emil Borontschijew (russisch Эмиль Борончиев) in der Rolle des Sultanmurat verfilmt und im November 1980 mit dem italienischen Etruria International Prize der italienischen Fondazione Etruria ausgezeichnet. Im Jahre 1985 erfolgte eine Theateradaption durch den sowjetisch-kirgisischen Theaterregisseur Almas Sarlykbekow (russisch Алмаз Сарлыкбеков).

## Deutschsprachige Textausgaben (Auswahl)
- Frühe Kraniche. Roman. Aus dem Russischen von Charlotte Kossuth. Unionsverlag, Zürich 2011. ISBN 978-3-293-20520-8.
- Frühe Kraniche. Roman. Aus dem Russischen von Charlotte Kossuth. 7. Auflage. Goldmann, München 1992. ISBN 3-442-09292-2.
- Frühe Kraniche. [Aus dem Russischen von Charlotte Kossuth.] Bertelsmann, München 1980. ISBN 3-570-01994-2.
- Frühe Kraniche. Novelle. Aus dem Russischen von Charlotte Kossuth. Verlag Volk und Welt, Berlin 1976.

## Deutschsprachige Hörspielbearbeitung
- 1980: Frühe Kraniche – Übersetzung: Charlotte Kossuth, Bearbeitung und Regie: Horst Liepach (Rundfunk der DDR; Erstsendung am 3. Mai 1980 bei Radio DDR II, Dauer: 45:57 Minuten)[74]